# Parafia św. Józefa Oblubieńca Najświętszej Maryi Panny w Słupsku
Parafia pw. św. Józefa Oblubieńca Najświętszej Maryi Panny w Słupsku - rzymskokatolicka parafia należąca do dekanatu Słupsk Zachód, diecezji koszalińsko-kołobrzeskiej, metropolii szczecińsko-kamieńskiej. Siedziba parafii mieści się przy ul. Szczecińska 38 w Słupsku.
Parafia została utworzona 23 marca 1990 r. przez biskupa Ignacego Jeża. Położona jest na terenie Osiedla Niepodległości. 

## Sanktuarium
Sanktuarium św. Józefa Oblubieńca Najświętszej Maryi Panny w Słupsku

## Kościół parafialny
Kościół pw. św. Józefa Oblubieńca Najświętszej Maryi Panny w Słupsku
Kościół parafialny jest również sanktuarium diecezji koszalińsko-kołobrzeskiej.